# Ivo Rudić
Ivo Rudić (Split, 24 de janeiro de 1942 - Split, 22 de novembro de 2009) foi um ex-futebolista croata naturalizado australiano que atuava como zagueiro. Quando nasceu, a Croácia estava independente da Iugoslávia, sob um estado fantoche da Alemanha Nazista.

## Carreira
Rudić competiu na Copa do Mundo FIFA de 1974, sediada na Alemanha, na qual a seleção de seu país terminou na décima quarta colocação dentre os 16 participantes.